# Austroasijské jazyky
Austroasijská jazyková rodina je skupina jazyků, rozšířená v jihovýchodní Asii, především ve Vietnamu, Laosu a Kambodži. Mezi nejvýznamnější jazyky patří vietnamština a khmerština. Jedná se patrně o původní jazyky této oblasti, později vytlačené jinými rodinami, především jazyky tajsko-kadajskými.
Spekuluje se o vzdálenější příbuznosti s austronéskou jazykovou rodinou, případně i s rodinami hmong-mien a tajsko-kadajskou, s nimiž by mohly tvořit austrickou jazykovou nadrodinu.

## Dělení
- mundské jazyky
- monsko-khmerské jazyky
- khasijsko-khmuické jazyky